# Strandibalonius strucki
Strandibalonius strucki is een hooiwagen uit de familie Podoctidae. De originele naamcombinatie (protoniem) is Metibalonius strucki Goodnight & Goodnight, 1947. Een volgende naamrecombinatie werd gepubliceerd als  Strandibalonius strucki (Goodnight & Goodnight, 1947) in Kury et al. 2020.